# 号外!!爆笑大問題
『号外!!爆笑大問題』（ごうがい ばくしょうだいもんだい）は、日本テレビ系列局で放送された札幌テレビ製作のバラエティ番組。日本テレビ系全国ネットの深夜番組放送枠『ZZZ』の内包番組として放送。
『爆笑問題のススメ』の前身に当たる。ナレーターは木村匡也。当初は年に1回のペースでSTVホールでの公開収録も行っていた。

## シリーズ
号外!!爆笑大問題
1998年4月6日 - 2001年3月26日
放送時間：月曜 24:20 - 24:50 → 月曜 23:45 - 24:15 （1998年10月 - ） → 水曜 23:37 - 24:12 （1999年4月 - ）
出演者：爆笑問題、渡辺正行、藤崎奈々子（水曜移行時からの出演）、山口もえ、爆笑娘。（小倉優子、あかぎあいなど5 - 8人の女性メンバーで構成。グループ名はモーニング娘。、番組内でのスタンスはワンギャルのパクリ）、パックン
秘密の爆笑大問題
2001年4月2日 - 2002年3月25日
放送時間：月曜 23:37 - 24:12
出演者：爆笑問題、渡辺正行、オダギリジョー、スタジオ見学者の女性たち
秘密の超爆笑大問題
2002年4月1日 - 2002年9月23日
放送時間：月曜 23:55 - 24:25
出演者：爆笑問題、渡辺正行、オダギリジョー

## コーナー
- ニュースTHEトップ
- 今週のコラム
- ピンスポ
- なんじゃこりゃ!
- オダキリジョーのこの町来い来い!

ニュースに独自の視点で切り込む企画が多かった。その他、『象印クイズ ヒントでピント』のパロディ企画などが存在した。

## オープニングテーマ
- ロックバルーンは99 （ネーナ）

## エンディングテーマ
- ピンク スパイダー（hide with Spread Beaver）
- 友達でした（Crybaby）
- 風に吹かれてどこかさらってって感じ（Pas de deux）
- ONLY FOR YOU（SAKURA）：1999年1月度
- 青空だけが空じゃない（椎名法子）
- Forever（中司雅美）
- GREETINGS! （PUSHIM）
- 虚無の中での遊戯（MALICE MIZER）
- 二十歳のままで…（杏子）：2000年9月度
- Shape〜in the shape of wing〜（Laputa）

## スタッフ
- 構成：田中直人、高橋洋二、小野高義、YAS5000
- リサーチ：川島幸久、神林壮人
- SW：村松明
- CAM：山田祐一、渡辺滋雄
- VE：佐瀬博之、坂田昌也、大野弘幸
- VTR：中原健裕
- MIX：三石敏生
- 音声：中井章之、柳原健司
- 照明：佐々木寛行、高木健雄
- イラスト：国定太郎
- CG：石田良平
- 美術：小野寺一幸、林健一
- デザイン：郡司勲（ニシザワ工芸）、栗原純二
- 装置：和田修吾
- 電飾：米津慎太郎
- 音効：加藤つよし（ランブル・ビー）
- TK：三浦諒子
- 編集：松本哲也（TDKビデオセンター）
- MA：長瀬貴広（TDKビデオセンター）
- 技術協力：浜町スタジオ、エクサインターナショナル、ヌーベルバーグ、朋栄
- 美術協力：日本テレビアート
- ディレクター：高野透矢、磯和伸明、奥村竜
- 演出：小路丸哲也
- プロデューサー：阿河朋子
- 演出・プロデューサー：前田久充（STV）
- チーフプロデューサー：工藤浩（STV）
- 制作：白石重昭
- 制作協力：えすと
- 製作著作：札幌テレビ放送

## 関連グッズ

### 書籍
- 爆笑大問題（1999年1月11日発行、著者 - 爆笑問題、出版社 - 講談社、ISBN 4-06-209123-2）
- 超爆笑大問題（2000年1月31日発行、著者 - 爆笑問題、出版社 - 講談社、ISBN 4-06-209871-7）
- 爆笑問題のザ・コラム（2001年11月30日発行、著者 - 爆笑問題、出版社 - 講談社、ISBN 4-06-210866-6）

### その他
- ぬいぐるみ「テッぺちゃん」 - 番組の企画で新しいキャラクターを作った際に、太田の描いた「パルピーちゃん」が株式会社タカラの人の目に留まり、商品化に至ったもの。ただし、「パルピーちゃん」では商標が取れなかったため、「テッぺちゃん」と改名しての商品化となった。何色か存在しており、中にはTバックを履いたものも存在した。